# ニュートゥーポットハウス
ニュートゥーポットハウス（英語: New Twopothouse、アイルランド語: Tigh Nua an Dá Phota）は、アイルランド・マンスター地方コーク県の村。カヘルドゥガン教区に属している。一級国道国道N20号線沿い、マローとバタバント間に位置する。
村名は18世紀の馬車宿「トゥー・ポット・ハウス・イン」で、その馬車宿前に大きなビールポッドが2つあったことに由来する。19世紀に新しい道路（後のN20号線）にバス停が設置された際、旧道のバス停と区別するために「ニュートゥーポットハウス」と名付けられた。元々の街はオールドトゥーポットハウスと呼ばれるようになったが、1800年代にイギリス人の地主によってヘイゼルウッド（Hazelwood）に改称された。
地元のローマ・カトリック教会は近所のタウンランドのトゥーポットハウスに所在するジョセフ・ザ・ワーカー教会で、19世紀に建てられた。1925年に開校したバルティダニエル国立小学校には、2019年時点で209人の生徒が在籍している。
トゥーツーポットハウスは中央統計局より、2016年国勢調査に初めてセンサス・タウンと認められた。人口は2016年国勢調査によると120人。